# Tremolecia atrata
Espèce
Tremolecia atrata est une espèce de champignons lichénisés (lichens).

## Histoire du taxonTremolecia atrata
Cette espèce a été décrite scientifiquement pour la première fois en 1808 par le botaniste suédois Erik Acharius sous le nom Gyalecta atrata dans le 29e fascicule de Kongliga Vetenskaps Academiens Nya Handlingar. En 1812, Göran Wahlenberg a proposé le nom Lecidea atrata, qui est synonyme mais non valide. L'espèce a été attribuée au genre Tremolecia en 1977 par Hannes Hertel.